# Raquel Muñoz de Franco
Raquel Muñoz de Franco (Santiago de Chile, 8 de marzo de 1923-Chitré, Panamá, 19 de diciembre de 1998) fue una poeta panameña. 
Emigró a Panamá en 1947, con su esposo, el Dr Joaquín Pablo Franco Sayas, y se radicó en la ciudad de Las Tablas. 
Cultivó principalmente el género de la poesía. Sus versos completos aparecen en la colección Vivencias y poemas, publicada en 1996 y presentada en la Universidad de Panamá. 
Un rasgo que se destaca en su obra es que Raquel Muñoz, profunda conocedora del quehacer campesino, exalta la valentía y el tesón del hombre que tumba el monte para sustentar a su familia, y a la vez aboga por la protección de estos montes.
Fue pionera de la reforestación y la ecología en la región panameña de Azuero.